# Ngày Trái Đất mỉm cười

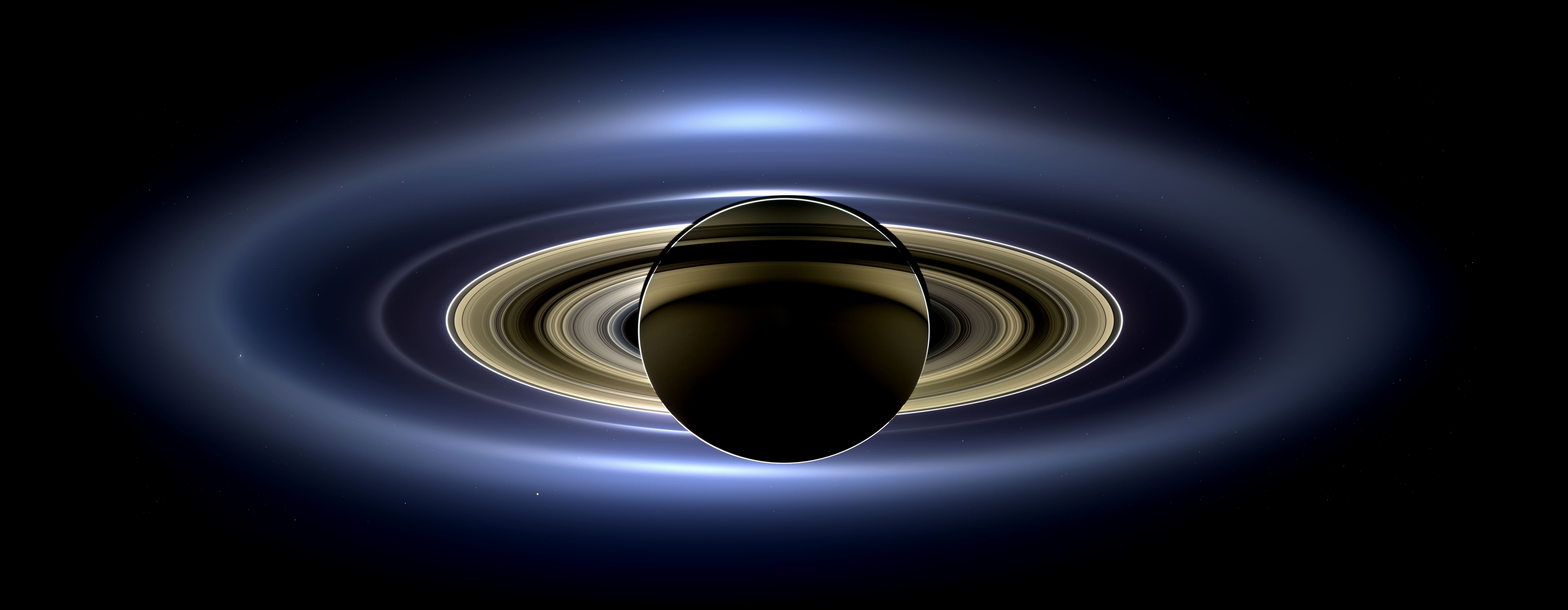
Bức ảnh ghép đã được xử lý hoàn chỉnh chụp Sao Thổ bởi tàu Cassini vào ngày 19 tháng 7 năm 2013

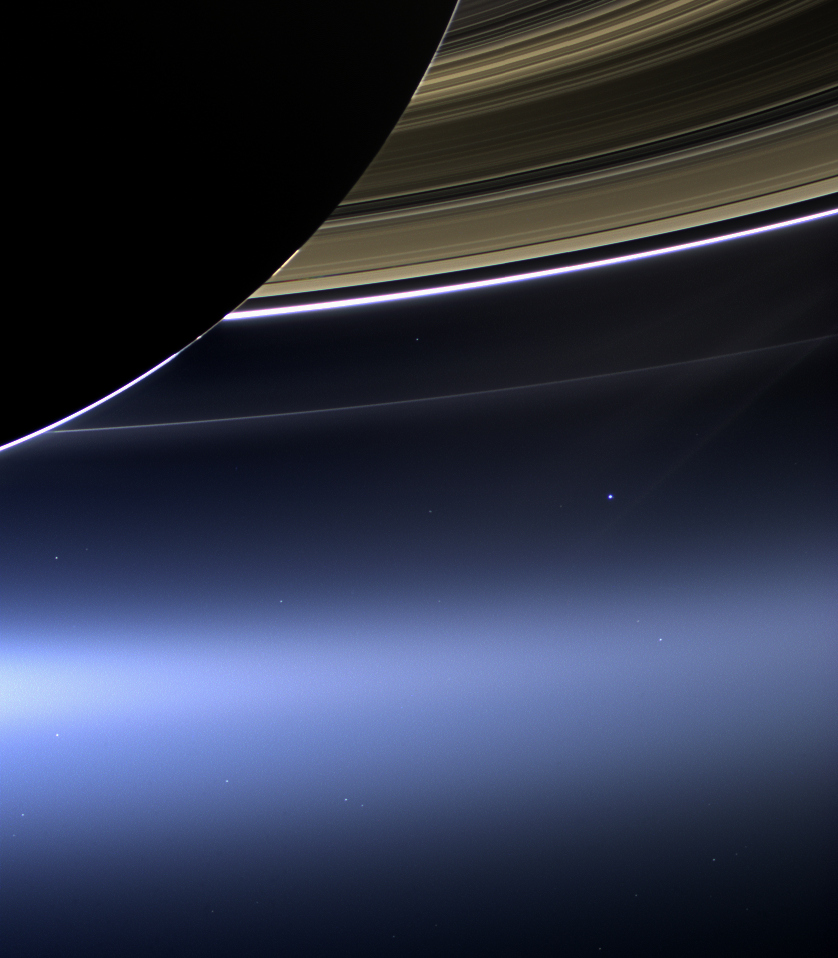
Trái Đất xuất hiện như một đốm xanh bên dưới những chiếc vòng của Sao Thổ.

Bức ảnh ghép từ chiến dịch "Vẫy chào Sao Thổ" của NASA được tổng hợp từ 1600 bức ảnh chụp bởi công chúng vào Ngày Trái Đất mỉm cười.

Ngày Trái Đất mỉm cười (tiếng Anh: The Day the Earth Smiled) là một bức ảnh tổng hợp được chụp bởi tàu Cassini vào ngày 19 tháng 7 năm 2013. Trong thời gian xảy ra thiên thực, con tàu đã chụp lại bức ảnh về Sao Thổ và các vành đai của nó cũng như Trái Đất và Mặt Trăng như những đốm xanh mờ xa xôi. Tàu Cassini đã hai lần chụp những bức ảnh tương tự như vậy (vào năm 2006 và 2012) trong chín lần bay quanh quỹ đạo Sao Thổ trước đây. Tên gọi bức ảnh còn đề cập tới các hoạt động liên quan đến sự kiện cũng như bức ảnh ghép được tạo nên từ nó.
Được tạo ra bởi nhà khoa học hành tinh Carolyn Porco, lãnh đạo đội hình ảnh của Cassini, bức ảnh mang hàm ý kêu gọi mọi người trên thế giới hãy suy ngẫm về vị trí của loài người trong vũ trụ để biết trân quý sự sống trên Trái Đất và, vào thời điểm bức ảnh được chụp, để nhìn lên và mỉm cười trong niềm tôn vinh.
Bức mosaic cuối cùng được chụp vào ngày 19 tháng 7 và được xử lý tại Phòng Thí nghiệm Trung tâm Hình ảnh Cassini cho các Hoạt động (CICLOPS). Ngày 12 tháng 11 năm 2023, nó được phát hành ra công chúng. Bức ảnh gồm có Trái Đất, Sao Hỏa, Sao Kim và nhiều vệ tinh của Sao Thổ. Một bức ảnh có độ phân giải cao hơn, mô tả Trái Đất và Mặt Trăng như những đốm sáng xa xôi, được chụp bởi camera góc hẹp của Cassini và được phát hành không lâu sau đó.

## Sự kiện
Tàu thăm dò Cassini đã chụp các bức ảnh về Trái Đất và Mặt Trăng ở khoảng cách hơn một tỉ km vào lúc 21:27 UTC ngày 19 tháng 7 năm 2013. Một số hoạt động đã được lên kế hoạch để chúc mừng dịp này:
- Một website đã được thiết lập làm cổng thông tin cho các hoạt động liên quan vào ngày 19 tháng 7.[7] Tại đó, Porco kêu gọi thế giới hãy tôn vinh sự sống trên hành tinh Trái Đất cũng như các thành tựu của nhân loại trong công cuộc khám phá Hệ Mặt Trời.
- Tổ chức Nhà thiên văn học không biên giới cũng phối hợp tổ chức các sự kiện quốc tế.[8]
- NASA đi đầu với sự kiện "Vẫy chào Sao Thổ" ("Wave at Saturn") nhằm "giúp mọi người nhận thức được bức chân dung liên hành tinh lịch sử khi nó được chụp".[9]
- Công ty của Porco là Diamond Sky Productions đã tổ chức một cuộc thi mang tên "Message to the Milky Way" ("Thông điệp tới dải Ngân Hà"). Mọi người có thể nộp một bức ảnh kĩ thuật số được chụp vào ngày 19 tháng 7 và/hoặc một tác phẩm âm nhạc. Tác phẩm đoạt giải sẽ được gửi đi như một thông điệp tới người ngoài hành tinh, "đến dải Ngân Hà từ Đài thiên văn Arecibo ở Puerto Rico".[10]

## Kết quả
Những bức ảnh thô từ Cassini đã đến được Trái Đất không lâu sau sự kiện. Một số tấm ảnh đã được xử lý (một tấm ảnh độ phân giải cao chụp Trái Đất và Mặt Trăng cùng một phần nhỏ chụp Trái Đất của bức ảnh ghép hoàn thiện) và phát hành ra công chúng chỉ một vài ngày sau đó.
Việc xử lý bức ảnh ghép hoàn chỉnh diễn ra tại CICLOPS dưới sự chỉ đạo của Porco trong khoảng hai tháng. Trong vòng 4 giờ, Cassini đã phải chụp một khung cảnh rộng 647.808 kilômét (402.529 mi). Con tàu đã chụp tổng cộng 323 bức, 141 bức trong số đó được dùng trong bức ảnh ghép. NASA tiết lộ rằng việc tổng hợp ảnh này đã đánh dấu lần đầu tiên bốn hành tinh – Sao Thổ, Trái Đất, Sao Hỏa và Sao Kim – được chụp xuất hiện cùng nhau trong phổ ánh sáng nhìn thấy được bởi tàu Cassini. Đây cũng là lần đầu tiên nhân loại biết trước bức ảnh của họ sẽ được chụp từ vùng ngoài của Hệ Mặt Trời.
Việc NASA chính thức phát hành bức ảnh ghép hoàn chỉnh Ngày Trái Đất mỉm cười vào ngày 12 tháng 11 năm 2013 đã gây nên tiếng vang trên các cơ quan truyền thông khắp thế giới. Bức ảnh đã xuất hiện trên trang nhất của Thời báo New York vào ngày hôm sau. Những nhân vật của công chúng như nhà sản xuất truyền thông Seth MacFarlane cũng ca ngợi tấm ảnh. Bức ảnh ghép còn được giới thiệu bởi Porco, và dành tặng cho nhà thiên văn học quá cố Carl Sagan, tại một buổi lễ ở Thư viện Quốc hội để vinh danh việc nhận được các bài viết của ông. Trong cùng ngày, bức ảnh tổng hợp từ các tấm hình chụp bởi 1600 người nhằm hưởng ứng chiến dịch "Vẫy chào Sao Thổ" của NASA cũng được giới thiệu cho công chúng.